# پوند سنت هلن
پوند سنت هلن (به انگلیسی: Saint Helena pound) با کد ایزوی SHP، یکای پول رایج در کشور سنت هلن است. مسئولیت کنترل این یکای پول برعهدهٔ دولت سنت هلن قرار دارد.